# Euscelophilus
Euscelophilus es un género de gorgojos de la familia Attelabidae. Esta es la lista de especies que lo componen:
- Euscelophilus abdominalis Voss, 1937
- Euscelophilus burmanus Mshl., 1948
- Euscelophilus camelus Voss 1937
- Euscelophilus chinensis Voss, 1943
- Euscelophilus chinesis Voss, 1925
- Euscelophilus fasciatus
- Euscelophilus gibbicollis Voss, 1925
- Euscelophilus inaequalis Sharp, 1889
- Euscelophilus niger
- Euscelophilus vitalisi Heller, 1922